# Bisbat d'Aberdeen

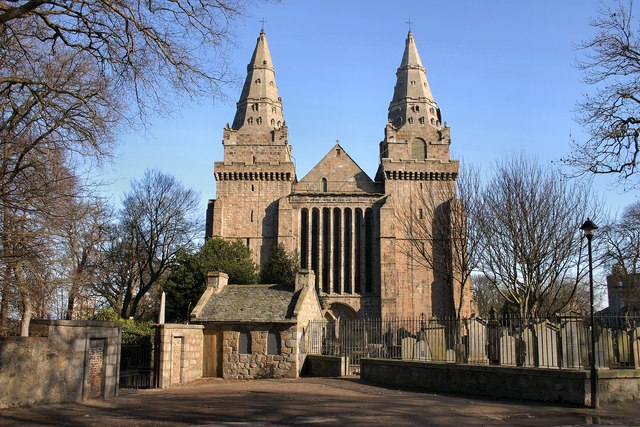
L'església de Sant Machar, que fou la catedral de la diòcesi d'Aberdeen fins a la reforma protestant, que avui pertany a l'Església d'Escòcia.

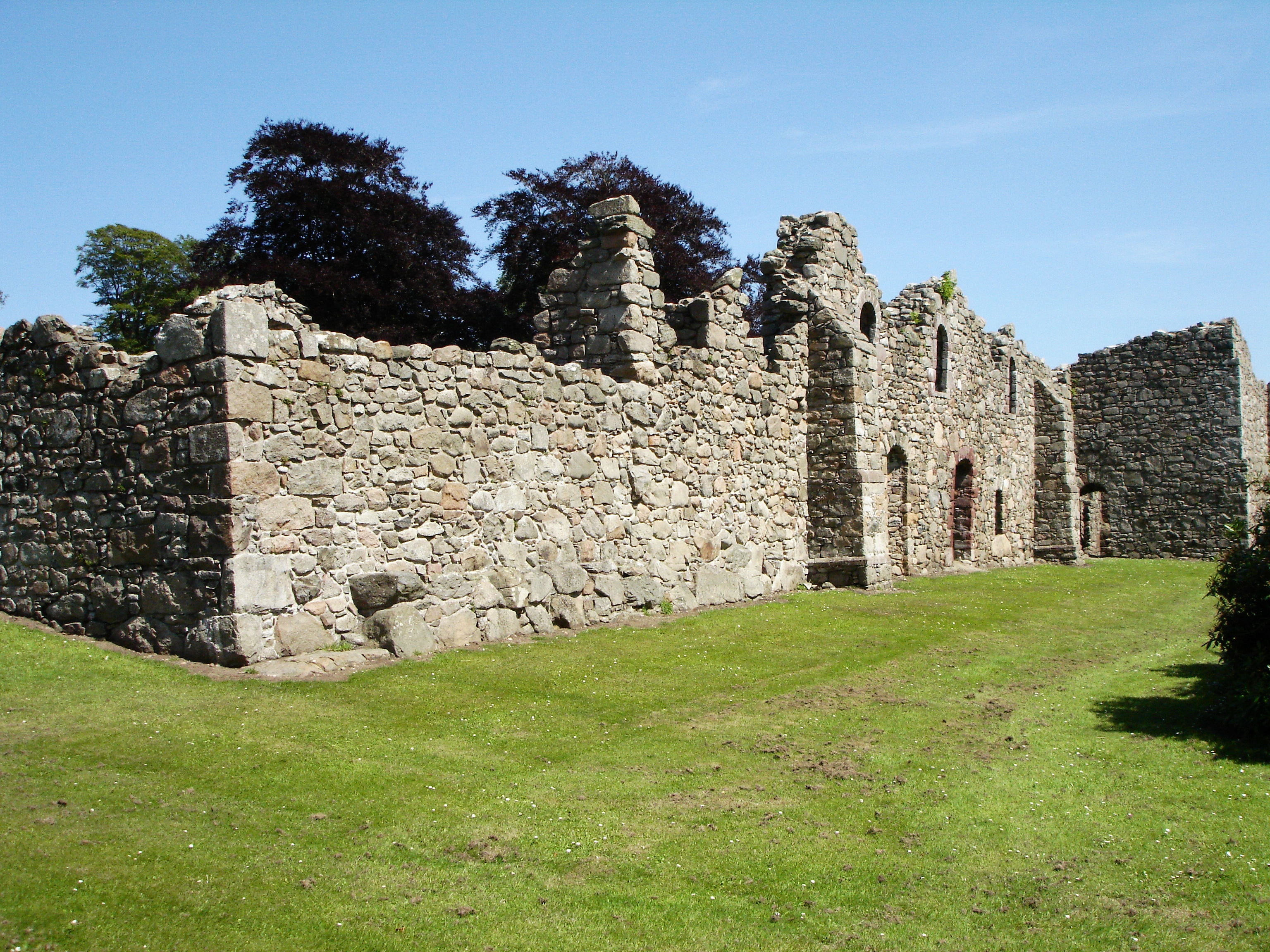
Restes de l'abadia cistercenca de Deer (Deer Abbey), fundada el 1219.

El bisbat d'Aberdeen  (anglès: Roman Catholic Diocese of Aberdeen, llatí: Dioecesis Aberdonensis) és una seu de l'Església Catòlica a Escòcia, sufragània de l'arquebisbat de Saint Andrews i Edimburg. Al 2015 tenia 50.000 batejats sobre una població de 741.600habitants. Actualment està regida pel bisbe Hugh Gilbert, O.S.B.

## Territori
La diòcesi comprèn els següents territoris del nord d'Escòcia: els comtats d'Aberdeenshire i Moray, els Highlands i les illes Orcades i Shetland.
La seu episcopal és la ciutat d'Aberdeen, on es troba la catedral de Santa Maria Assumpta.
El territori s'estén sobre 29.068 km², i està dividit en 42 parròquies.

## Història
Segons la tradició, la diòcesi de Mortlach a Banffshire hauria estat erigida després de la victòria del rei escocès Malcolm III sobre els danesos. Va ser el mateix rei qui va erigir la diòcesi, de la qual es coneixen els noms de només tres bisbes, que van viure al voltant del segle xi: Beóán, Donercius i Cormac. Aquesta tradició no està documentada històricament i és considerada per alguns historiadors purament llegendària.
En 1131, durant el regnat de David I, la seu episcopal va ser transferida del bisbe Nechtan a Aberdeen (Old Aberdeen), i va ser erigida com a catedral l'església de St. Machar, considerada per tradició l'evangelitzador de la regió. La catedral va ser reconstruïda durant l'episcopat d'Alexander de Kininmund II (la segona meitat del segle XIV). Segons Taylor, l'erecció d'una diòcesi a Aberdeen seria part de la transformació de l'Església d'Escòcia, d'Església de caràcter celta-monàstic a Església Romana, operació de la qual el rei David I va ser un dels protagonistes.
Des de la seva fundació, la diòcesi va estar immediatament subjecta a la Santa Seu; el 17 d'agost de 1472 va passar a formar part de la província eclesiàstica de Saint Andrews. Estava limitat al nord i l'est pel mar del Nord i limita al sud amb les diòcesis de Saint Andrews, Brechin i de Dunkeld i a l'oest amb la diòcesi de Moray.
A la diòcesi hi havia diversos edificis monàstics, entre els quals els monestirs benedictins d'Aberdeen i Fyvie, el cistercenc de Deer i l'agustinià de Monymusk.
El 1507 el bisbe William Elphinstone va redactar el breviari d'Aberdeen i el va fer publicar. Aquest és el primer llibre imprès a Escòcia.
L'últim bisbe catòlic d'Aberdeen va ser William Gordon, que va morir el 1577; amb ell s'acaba la primera fase de la història de la diòcesi catòlica d'Aberdeen. Gordon va ser succeït per David Cunningham, que va trencar la comunió amb la Santa Seu i va establir la sèrie de bisbes de l'Església episcopal escocesa: la diòcesi episcopal d'Aberdeen va ser suprimida en 1688.
Les missions catòliques es van reprendre a Escòcia al segle xvii. El vicariat apostòlic del districte dels Highlands (o de les Terres Altes) e van erigir 23 de juliol de 1727, amb territori desmembrat del vicariat apostòlic d'Escòcia (avui l'arxidiòcesi de Saint Andrews i Edimburg), establert com a prefectura apostòlica en 1653.
A causa de l'augment en el nombre de catòlics, el 13 de febrer de 1827 el Papa Lleó XII va treballar una revisió de les circumscripcions catòliques a Escòcia, de manera que el nombre de vicariats apostòlics augmentà de dos a tres, i amb el breu Quanta laetitia instituí el vicariat apostòlic del districte nord, amb seu a Aberdeen. Una Blair, prop de la ciutat, es va establir el seminari, únic per al conjunt d'Escòcia.
El 4 de març de 1878, en el context de la institució de la nova jerarquia catòlica d'Escòcia, en virtut de la butlla Ex supremo Apostolatus de Lleó XIII es va restaurar la diòcesi d'Aberdeen, amb l'extensió de l'anterior mateix territori vicariat apostòlic del districte septentrional.
La diòcesi és la més gran d'Escòcia, i abasta aproximadament un terç del seu territori. Inclou els territoris de les antigues diòcesis medievals d'Orkney, Caithness, Ross, Moray i Aberdeen.

## Cronologia episcopal

### Bisbes de Mortlach
- Sant Beóán (Bean) † (1015 - 1047 mort)
- Donercius † (? - 1098 mort)
- Cormac †

### Bisbes d'Aberdeen fins alseglexvi

Escut de la diòcesi

- Nechtan † (abans del 1132 - després del 1136)
- Edward † (abans del 1157 - 1171 mort)
- Matthew † (2 d'abril de 1172 - juliol o agost de 1199 mort)
- John † (abans del 26 de desembre de 1199 - 1207 mort)
- Adam de Kald † (29 de gener de 1208 - 1227 mort)
- Gilbert de Stirling † (1228 - 1239 mort)
- Radulf de Lamblay, O.S.B. † (1239 - 1247 mort)
- Peter de Ramsay † (13 de maig de 1247 - 1256 mort)
- Richard de Potton † (1256 - 1267 mort)
- Hugh Benham † (23 de juliol de 1272 - 1279 mort)
- Henry le Chen † (17 de juny de 1282 - 1329 mort)
  - Walter Herok † (1329 mort) (bisbe electe)[1]
- Alexander de Kininmund I † (21 d'agost de 1329 - 1344 mort)
- William de Deyn, O.S.B. † (13 de setembre de 1344 - 20 d'agost de 1350 mort)
- John de Rait † (19 de novembre de 1350 - 1355 mort)
- Alexander de Kininmund II † (4 de desembre de 1355 - 29 de juliol de 1380 mort)
- Adam de Tyninghame † (15 d'octubre de 1380 - 1390 mort)
- Gilbert de Greenlaw † (19 de gener de 1390 - 1422 mort)
- Henry de Leighton † (1º d'abril de 1422 - 1441 mort)
- Ingram Lindsay † (28 d'abril de 1441 - 1457 mort)
- Thomas Spence † (21 de novembre de 1457 - ? mort)
- Thomas Vaus † (22 de desembre de 1458 - 15 d'abril de 1480 mort)[2]
- Robert Blackadder † (14 de juliol de 1480 - 19 de març de 1483 nomenat bisbe de Glasgow)
- William Elphinstone † (19 de març de 1483 - 25 d'octubre de 1514 mort)[3]
- Alexander Gordon † (6 de juny de 1516 - 29 de juny de 1518 mort)
- Gavin Dunbar † (5 de novembre de 1518 - 9 de març de 1532 mort)[4]
- William Stewart † (13 de novembre de 1532 - 17 d'abril de 1545 mort)
- William Gordon † (17 de maig de 1546 - 6 d'agost de 1577 mort)

### Bisbes d'Aberdeen a partir delseglexvii
- Alexander John Grant † (16 de setembre de 1727 - 19 de setembre de 1727 mort)
- Hugh MacDonald † (12 de febrer de 1731 - 12 de març de 1773 mort)
- John MacDonald † (12 de març de 1773 - 9 de maig de 1779 mort)
- Alexander MacDonald † (30 de setembre de 1779 - 9 de setembre de 1791 mort)
- John Chisholm † (8 de novembre de 1791 - 8 de juliol de 1814 mort)
- Aeneas Chisholm † (8 de juliol de 1814 - 31 de juliol de 1818 mort)
- Ranald MacDonald, C.SS.R. † (27 d'agost de 1819 - 13 de febrer de 1827 nomenat vicari apostòlico del districte occidental)
- James Kyle † (13 de febrer de 1827 - 23 de febrer de 1869 mort)
- John MacDonald † (23 de febrer de 1869 - 4 de febrer de 1889 mort)
- Colin Grant † (16 de juliol de 1889 - 26 de setembre de 1889 mort)
- Hugh McDonald † (14 d'agost de 1890 - 29 de maig de 1898 mort)
- Aeneas Chisholm † (7 de gener de 1899 - 13 de gener de 1918 mort)
- George Henry Bennett † (18 de juny de 1918 - 25 de desembre de 1946 mort)
- John Alexander Matheson † (2 d'agost de 1947 - 5 de juliol de 1950 mort)
- Francis Raymond Walsh, M.Afr. † (20 de juny de 1951 - 22 de juliol de 1963 renuncià)
- Michael Foylan † (8 de desembre de 1964 - 28 de maig de 1976 mort)
- Mario Joseph Conti (28 de febrer de 1977 - 15 de gener de 2002 nomenat arquebisbe de Glasgow)
- Peter Antony Moran (13 d'octubre de 2003 - 4 de juny de 2011 jubilat)
- Hugh Gilbert, O.S.B., des del 4 de juny de 2011

## Estadístiques
A finals del 2015, la diòcesi tenia 50.000 batejats sobre una població de 741.600 persones, equivalent al 6,7% del total.
| any  | població | població | població | sacerdots | sacerdots       | sacerdots       | sacerdots             | diaques | religiosos | religiosos | parròquies |
| ---- | -------- | -------- | -------- | --------- | --------------- | --------------- | --------------------- | ------- | ---------- | ---------- | ---------- |
| any  | batejats | total    | %        | total     | clergat secular | clergat regular | batejats por sacerdot | diaques | homes      | dones      |            |
| 1950 | 13.500   | 620.000  | 2,2      | 72        | 48              | 24              | 187                   |         | 43         | 82         | 40         |
| 1959 | 13.000   | 640.910  | 2,0      | 76        | 43              | 33              | 171                   |         | 270        | 96         | 43         |
| 1970 | 11.405   | 609.273  | 1,9      | 75        | 36              | 39              | 152                   |         | 61         | 92         | 41         |
| 1980 | 15.000   | 660.000  | 2,3      | 80        | 46              | 34              | 187                   |         | 58         | 66         | 39         |
| 1988 | 15.000   | 607.000  | 2,5      | 59        | 29              | 30              | 254                   | 2       | 48         | 53         | 39         |
| 1999 | 17.650   | 700.000  | 2,5      | 46        | 25              | 21              | 383                   | 7       | 40         | 30         | 39         |
| 2000 | 16.252   | 700.000  | 2,3      | 46        | 27              | 19              | 353                   | 7       | 33         | 28         | 39         |
| 2001 | 16.000   | 700.000  | 2,3      | 44        | 27              | 17              | 363                   | 10      | 38         | 27         | 41         |
| 2002 | 15.760   | 700.000  | 2,3      | 45        | 28              | 17              | 350                   | 11      | 33         | 27         | 39         |
| 2003 | 14.469   | 700.000  | 2,1      | 46        | 29              | 17              | 314                   | 13      | 33         | 27         | 41         |
| 2004 | 11.173   | 700.000  | 1,6      | 48        | 31              | 17              | 232                   | 13      | 33         | 27         | 41         |
| 2006 | 20.000   | 700.000  | 2,9      | 44        | 31              | 13              | 454                   | 12      | 26         | 26         | 41         |
| 2011 | 18.378   | 723.000  | 2,5      | 43        | 31              | 12              | 427                   | 11      | 23         | 19         | 43         |
| 2012 | 18.500   | 728.000  | 2,5      | 48        | 30              | 18              | 385                   | 11      | 32         | 17         | 43         |
| 2015 | 50.000   | 741.600  | 6,7      | 52        | 34              | 18              | 961                   | 11      | 43         | 17         | 42         |